# Wamiz
Wamiz est une entreprise française qui édite plusieurs sites sur les animaux de compagnie comme Wamiz.com, Vetclic et Conso Animo. Wamiz édite également l’application Adopte-moi. Le site Wamiz.com est disponible en français et est développé à l’international dans 5 langues et 6 pays.
Wamiz.com est un site internet d’information et de conseils pour les propriétaires d’animaux de compagnie. Le site propose un contenu pour les propriétaires d’animaux de compagnie avec des conseils et des informations : fiches descriptives sur les races de chiens et de chats, annonces d’adoption, dictionnaires de prénoms, conseils experts en comportement et éducation, conseils sur l’alimentation et la santé, etc. Le site propose aussi un fil d’actualité et des divertissements (quiz, concours, horoscopes,...) pour les propriétaires de chiens, de chats et de NACs (Nouveaux Animaux de Compagnie).
Wamiz se positionne comme le site numéro 1 européen sur les animaux de compagnie et le 2e au niveau mondial selon SimilarWeb.

## Histoire

### Lancement
La société Wamiz a été créé en janvier 2009 par deux entrepreneurs, Adrien Magdelaine et Adrien Ducousset.

### Croissance
En 2013, en partenariat avec la SPA (Société Protectrice des Animaux), Wamiz lance une nouvelle rubrique présentant des chiens et chats à l'adoption. La rubrique permet de trouver un animal à adopter en sélectionnant la région et en affinant la recherche suivant la race, le sexe, l'âge et la taille de l’animal[source insuffisante].
En 2018, Nestlé acquiert la majorité des parts du capital de Wamiz. Wamiz reste cependant piloté par les fondateurs et par l’équipe de manière indépendante et tire profit de cette acquisition afin de renforcer sa présence en Europe et dans le monde.

## Fondateurs
Adrien Ducousset et Adrien Magdelaine sont les deux fondateurs de Wamiz.
Amis d’enfance à l’origine et entrepreneurs, ils sont amenés à travailler ensemble à deux reprises. Une première fois en 1999 au lancement de la start-up Serial Traders et la deuxième fois en 2009 à la création de Wamiz.
Adrien Ducousset est un entrepreneur Français qui crée sa première entreprise à l’âge de 20 ans avec Adrien Magdelaine. Il travaille ensuite 7 ans chez Lagardère Publicité au pôle TV, puis au pôle Internet comme directeur commercial adjoint. Adrien Magdelaine est un entrepreneur Français depuis près de 20 ans. Il a lancé plusieurs start-ups dans le domaine financier et immobilier telle que Tradingsat.com avant de créer Wamiz avec Adrien Ducousset. En 2009, ils créent Wamiz.com.

## Sites web et services en ligne (en France)

### Wamiz.com
Wamiz.com est disponible en 6 langues. Le site propose un contenu pour les propriétaires d’animaux de compagnie avec des conseils et des informations : fiches descriptives sur les races de chiens et de chats, annonces d’adoption, dictionnaires de prénoms, conseils experts en comportement et éducation, conseils sur l’alimentation et la santé, etc. Le site propose aussi un fil d’actualité et des divertissements (quiz, concours, horoscopes,...) pour les propriétaires de chiens, de chats et de NACs (Nouveaux Animaux de Compagnie).

### Adopte-moi
Adopte-moi est une application mobile, créée en 2015, pour adopter son animal de compagnie. Adopte-Moi est la première application mobile qui permet de trouver un chien ou un chat à adopter[réf. souhaitée]. Lancée par Wamiz, l’application est gratuite. Chaque animal dispose d’une fiche détaillée regroupant toutes les informations pratiques (description, photos, coordonnées et géolocalisation).

### Wamiz Run
La Wamiz Run est un rendez-vous sportif et canin au profit de l’association Chiens Guides Paris organisé par Wamiz. La première édition a eu lieu en 2017. L’évènement a lieu tous les ans, le dernier dimanche de mars au bois de Vincennes au sud de Paris.

## Internationalisation
En juin 2014, Wamiz réalise une levée de fonds de 600 000 euros auprès de plusieurs investisseurs dont Capital & Dirigeants Partenaires afin de renforcer ses équipes rédactionnelles, techniques et commerciales.
Cette levée permet à Wamiz d’avancer dans sa stratégie de développement international.
En 2016, grâce à cette levée de fonds, le site Wamiz.com renforce ses équipes et adapte le site en plusieurs langues le rendant accessible en français, espagnol, allemand, anglais et portugais. Plus de 20 pays sont ainsi couverts principalement en Europe et Amériques, les principaux pays après la France étant l'Espagne, l'Allemagne, le Royaume-Uni, les États-Unis et le Brésil.
En janvier 2019, le site est développé en Italie, Allemagne, Royaume-Uni, Pologne et Espagne, et propose du contenu exclusif et propre à chaque pays. Les sites sont gérés par des rédacteurs et des country managers[Quoi ?] provenant de toute l’Europe. La rédaction est basée dans les locaux en France à Paris.